# Mordechai Vanunu

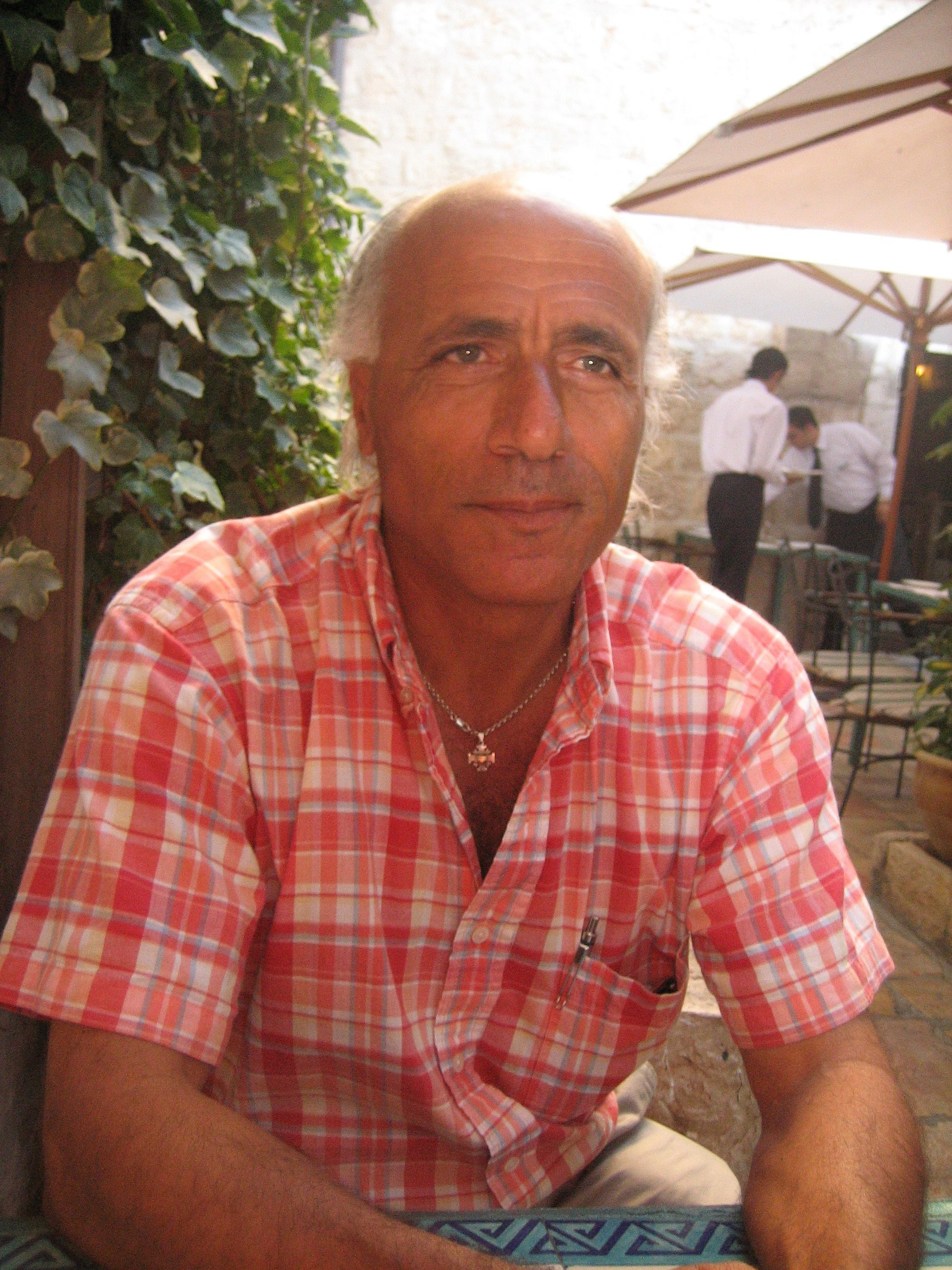
Mordechai Vanunu in 2009

Mordechai Vanunu, ook wel aangeduid als John Crossman (na zijn overgang naar het christelijk geloof), (Hebreeuws: מרדכי ואנונו) (Marrakesh, Marokko, 13 oktober 1954) is een Israëlisch voormalig nucleair technicus die in 1985 als klokkenluider gevarieerde informatie over het kerninstituut in Dimona bekendmaakte, waaronder Israëls bezit van kernwapens, hun aantal (meer dan 100) en ook logistieke informatie over de routes van de arbeiders op het instituut naar hun werk. Hij werd in Italië gekidnapt door de Israëlische geheime dienst Mossad en in Israël achter gesloten deuren berecht.

## Geschiedenis
De kinderrijke familie Vanunu emigreerde uit Marokko, waar het in een mellah woonde, naar Israël toen Mordechai negen jaar oud was. Hij groeide op in Beër Sjeva, waar zijn vader, in Marokko rabbijn, religieuze artikelen op de markt verkocht. Net als alle Joodse jongeren van zijn leeftijd ging hij in militaire dienst, waarna hij een baan vond bij het kerninstituut in Dimona. Hij tekende een contract waarin stond dat hij geen bedrijfsinformatie prijs zou geven, en dat hij er zich van bewust was dat hij vijftien jaar in de gevangenis zou komen als hij dat wel zou doen.
Vanunu begon in zijn vrije tijd aan een studie economie aan de Ben-Gurion Universiteit van de Negev in zijn woonplaats Beër Sjeva. Later stapte hij over op filosofie en geografie. Vanunu was een politiek actief student, ook binnen de studentenvereniging. Na zijn B.A. begon hij aan een M.A. in filosofie. Bij hem waren inmiddels gewetensbezwaren opgekomen over zijn werk als nucleair technicus in de kerncentrale annex ondergrondse kernwapenfabriek in Dimona. Deze draagt overigens tegenwoordig de naam van Simon Peres. In deze fabriek waren meer dan 100 kernkoppen opgeslagen. Vanunu was zeer bezorgd over de tragische gevolgen wanneer deze gebruikt of doorverkocht zouden worden. Op zijn werk smokkelde hij een fototoestel binnen en maakte hij vele foto's.
Begin 1985 werd hij door zijn werkgever wegens bezuinigingen ontslagen, maar dankzij zijn vakbond weer aangenomen. In oktober nam hij echter zelf ontslag omdat zijn werkgever hem nu minder gevoelige taken pleegde op te dragen. Vanunu reisde hierna door het Verre Oosten en raakte gecharmeerd van Australië , waar hij in contact kwam met de Anglicaanse dominee John McKnight, bij wie hij overging tot het christelijk geloof. Ook leerde hij de  Colombiaanse freelancejournalist Oscar Guerrero kennen. Deze hield hem voor dat hij veel geld kon verdienen met zijn verhaal.
Vanunu nam contact op met de The Sunday Times en bood zijn verhaal aan. De krant ging daar op in en hij vertrok naar Londen, waar hij geruime tijd in hotels logeerde. Bij het verifiëren van Vanunu's getuigenis, raadpleegde de krant kernfysici. Toen deze zijn verklaring geloofwaardig vonden confronteerden zij de Israëlische ambassade in Londen ermee. De ambassade bevestigde dat Vanunu in het kerninstituut had gewerkt, maar een onbelangrijke post had gehad (ene lezing). 
Een andere lezing  is dat Oscar Guerrero zijn verhaal verkocht aan een andere Engelse krant de The Sunday Mirror. Via een werknemer van de krant zou de Israëlische regering ervan vernomen hebben. Deze zou de uitgever, de bevriende Robert Maxwell, met succes hebben gevraagd Vanunu's door The Sunday Times te publiceren verhaal bij voorbaat als grote nonsens af te schilderen.
De Israëlische regering besloot door middel van de geheime dienst, de Mossad, in te grijpen. Vanunu werd met inzet van "Cindy", een knappe Amerikaanse Mossad-medewerkster, eind september 1986 verleid naar Rome te gaan, waar hij gedrogeerd en gekidnapt werd en op een Israëlisch oorlogsschip naar Israël gebracht. Op 9 november van dat jaar verklaarde de Israëlische regering dat hij daar gevangen was genomen. Zij ontkende dat zij hem op illegale wijze uit het Verenigd Koninkrijk had weggevoerd. Nadat het contact met Vanunu was verloren publiceerde The Sunday Times op 5 oktober haar interview met Vanunu, waarin hij zijn verhaal deed over Dimona en de kernkoppen.
Het was premier Shimon Peres die goedkeuring gegeven had voor de ontvoering.
Bij zijn proces, dat op 30 augustus 1987 begon werd hij verdedigd door een van Israëls bekendste advocaten, Avigdor Feldman. Deze stond hem ook bij tijdens zijn straf en na zijn vrijlating. Internationale waarnemers noch familie mochten aanwezig zijn. Mordechai werd wel geholpen door zijn broer Meir Vanunu, die een belangrijke rol vervulde in de internationale actie voor zijn vrijlating. Mordechai's vader daarentegen wilde hem niet meer ontmoeten omdat hij zich had bekeerd tot het christelijk geloof.
Hij werd wegens landverraad en spionage veroordeeld tot 18 jaar opsluiting. Zijn cel werd dag en nacht verlicht. Bezoek werd slechts mondjesmaat toegelaten, contact met medegevangenen verboden. Om hem ook op de luchtplaats van andere gedetineerden gescheiden te houden, werd hij daar door een scherm aan het oog onttrokken. Hij werd continu door bewakers omgeven; in 1995 hield hij een hongerstaking omdat zij "hem onophoudelijk treiterden en uit de slaap hielden".
In 2000 heeft een internationale delegatie van de Pax Christi Internationaal bij de Knesset in Jeruzalem een petitie aangeboden waarin om vrijlating van de klokkenluider en vredesactivist werd gevraagd.
De Israëlische regering bleef hem steeds als een veiligheidsrisico zien. Na het uitzitten van zijn gevangenisstraf (waarvan meer dan elf jaar in een isoleercel), werd Vanunu op 21 april 2004 onder een groot aantal beperkingen vrijgelaten. Hij mocht niet naar het buitenland reizen (tot minstens 19 april 2006), een mobiele telefoon of een paspoort bezitten, had politietoestemming nodig voor het verlaten van zijn woonplaats en voor het praten met buitenlanders en diende uit de buurt van luchthavens en havens te blijven. Direct na zijn vrijlating betrok hij een woning bij de Anglicaanse kathedraal van St-George in Oost-Jeruzalem.
Op 7 oktober 2004 ontving hij de Lennon Ono Peace Award. In 2005 werd er een begin gemaakt aan een nieuw proces tegen Vanunu wegens het meermaals verbreken van de vrijheidsbeperkingen die hem waren opgelegd. Op 2 juli 2007 werd hij tot een half jaar gevangenisstraf veroordeeld. Op dezelfde dag gaf Amnesty International een persverklaring uit, waarin zij meedeelde dat zij Vanunu als gewetensgevangene beschouwde en dat zij opriep tot zijn onmiddellijke vrijlating.
In december 2009 werd Vanunu opnieuw veroordeeld voor het schenden van de in 2004 opgelegde beperkingen (wegens spreken met buitenlanders). In mei 2010 ging hij de cel in voor een periode van drie maanden. Dit was mede in verband met zijn omgang met de Noorse Kristin Joachimsen, Evangelisch luthers en professor in theologie.
In mei 2015 trouwde hij met haar in de Lutherse Heilige Verlosserkerk in Jeruzalem. In september 2017 gaf de Noorse regering toestemming aan Vanunu om in het kader van familiehereniging zich in Noorwegen te vestigen, maar Israël gaf hem tot op heden geen toestemming te emigreren.

## Film
- Who is Mordechai Vanunu? (Mi Ata Mordechai Vanunu?); documentaire; Nissim Mossek (regisseur), Ron Ofer (auteur); Mordechai Vanunu (hoofdpersoon); Israël; 2004; Hebreeuws; 117 minuten; kleur.